# Prințesa Pauline de Württemberg (1877–1965)
Prințesa Pauline de Württemberg  (germană Prinzessin Pauline Olga Helene Emma von Württemberg; 19 decembrie 1877 – 7 mai 1965) a fost singura fiică a regelui Wilhelm al II-lea de Württemberg și soția lui Wilhelm Frederic, Prinț de Wied. A fost ultima Prințesă de Württemberg și ultimul membru senior al Casei de Württemberg. 
A fost timp de mulți ani director regional al Crucii Roșii germane în câteva regiuni ale Germaniei vestice.
1. ↑  IdRef, accesat în 11 mai 2020